# C. W. Stoneking

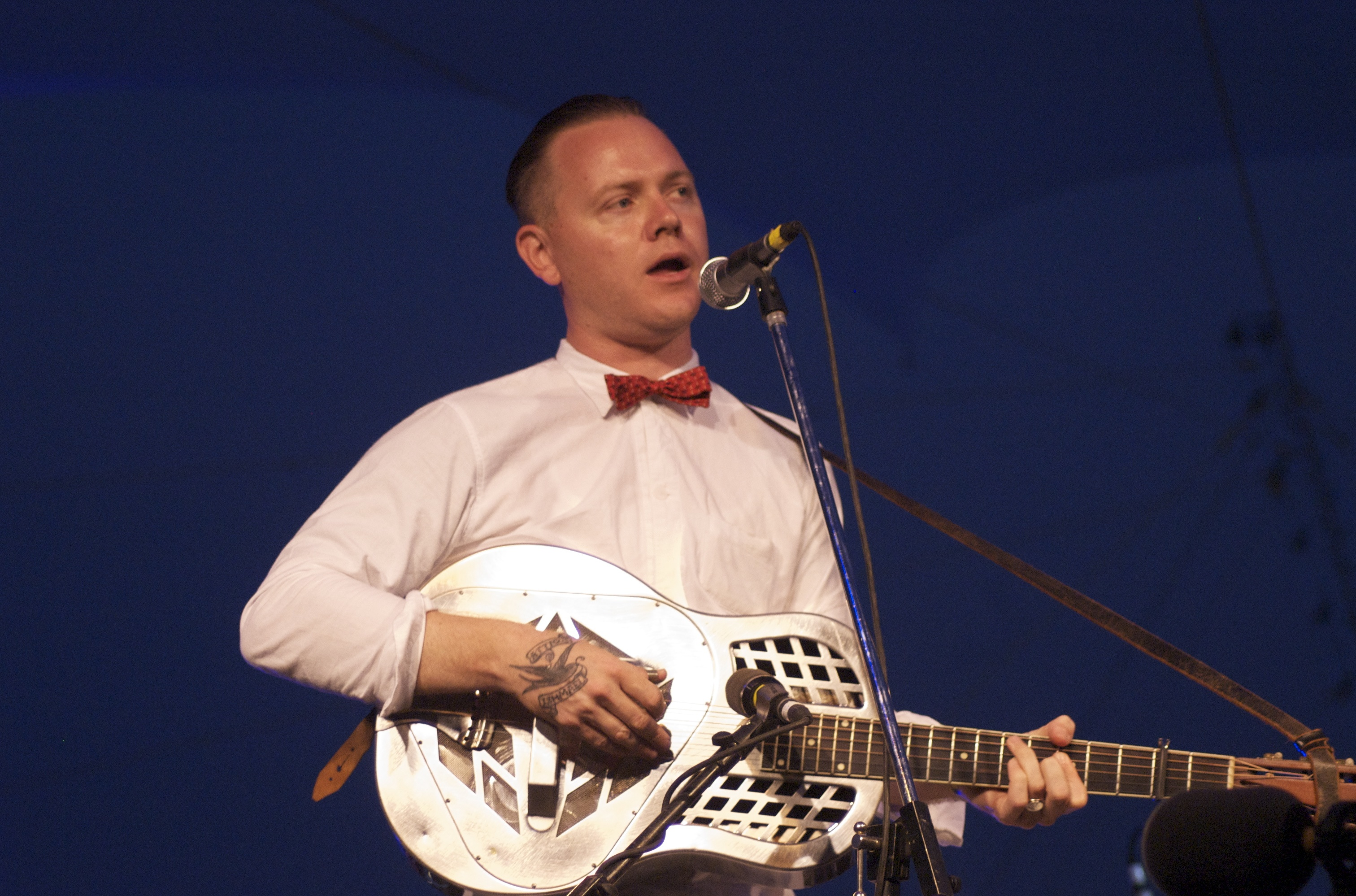
C.W. Stoneking (2009)

C. W. Stoneking (* 1974 in Katherine, Northern Territory), mit vollem Namen Christopher William Stoneking, ist ein australischer Bluessänger, Songwriter, Gitarrist und Banjospieler. Er lebt in Melbourne und tritt sowohl solo als auch in Begleitung seines Primitive Horn Orchestras auf.

## Leben und Musik
Stoneking wurde als Sohn US-amerikanischer Eltern im März 1974 in Nordaustralien geboren und wuchs bis zum Alter von neun Jahren bei seinem Vater, dem Schriftsteller und Lehrer Billy Marshall Stoneking, in der Aborigines-Gemeinde Papunya auf. Danach zogen sie nach Balmain, einen Stadtteil von Sydney. Mit elf Jahren begann Stoneking mit dem Gitarrespiel und ab dreizehn spielte er in verschiedenen Bands hauptsächlich akustischen Blues. 1995 zog er von Sydney nach Naroghid im ländlichen Victoria und 1997 nach Melbourne, wo er begann, solo als Bluessänger und Gitarrist im Stil der 1920er und 1930er Jahre aufzutreten.
1998 gründete C.W. Stoneking mit The Blue Tits eine Band, deren Besetzung aus Kontrabass, Klarinette und Mandoline mit Stoneking an der Gitarre und Gesang bestand. Die Band trennte sich jedoch bereits eineinhalb Jahre später nach dem Tod des Mandolinenspielers. Zwar hatten die Blue Tits für die Melbourner Radiostation 3CR ein Album eingespielt, dieses wurde aber nie kommerziell veröffentlicht. Stoneking machte zunächst als Solokünstler weiter. Unter dem Titel King Hokum nahm er 2005 ein Album mit eigenen Kompositionen auf, das nach seiner Veröffentlichung 2006 in Australien und 2007 vom Schweizer Plattenlabel Voodoo Rhythm Records in Europa von den Kritikern viel beachtet wurde. Der Radiomoderator Tim Ritchie wählte es zum Album des Jahres 2006 im Programm von Radio National Breakfast. Weitere Auszeichnungen in Australien folgten. 2008 veröffentlichte Stoneking das Album Jungle Blues, das ebenso erfolgreich wurde. Einen Gastauftritt bei einem Titel hat hier die Sängerin Kirsty Fraser.
C.W. Stonekings Musik ist eine Mischung populärer Stilrichtungen aus der ersten Hälfte des 20. Jahrhunderts. Er spielt mit seinem Primitive Horn Orchestra eine Mischung aus Hokum-Blues, New-Orleans-Jazz, Calypso und Country-Yodels, vorgetragen im passenden Vintage-Stil mit einer Stimme, die stark an ruhigere Stücke eines Tom Waits erinnert.

## Auszeichnungen
- Radio National Breakfast: King Hokum als „Album des Jahres 2006“[2]
- ARIA Awards 2007: King Hokum nominiert als „Best Blues/Roots Album“[3]
- AIR Awards 2007: „Best Independent Blues Release“ für King Hokum[4]
- ARIA Awards 2009: Jungle Blues nominiert als „Best Blues/Roots Album“, „Best Independent Release“, „Best Male Artist“ und „Best Album Cover Art“[3]
- AIR Awards 2009: „Best Independent Blues/Roots Album“ für Jungle Blues. Nominiert zudem als „Best Independent Album“ und „Independent Artist of the Year“.[4]

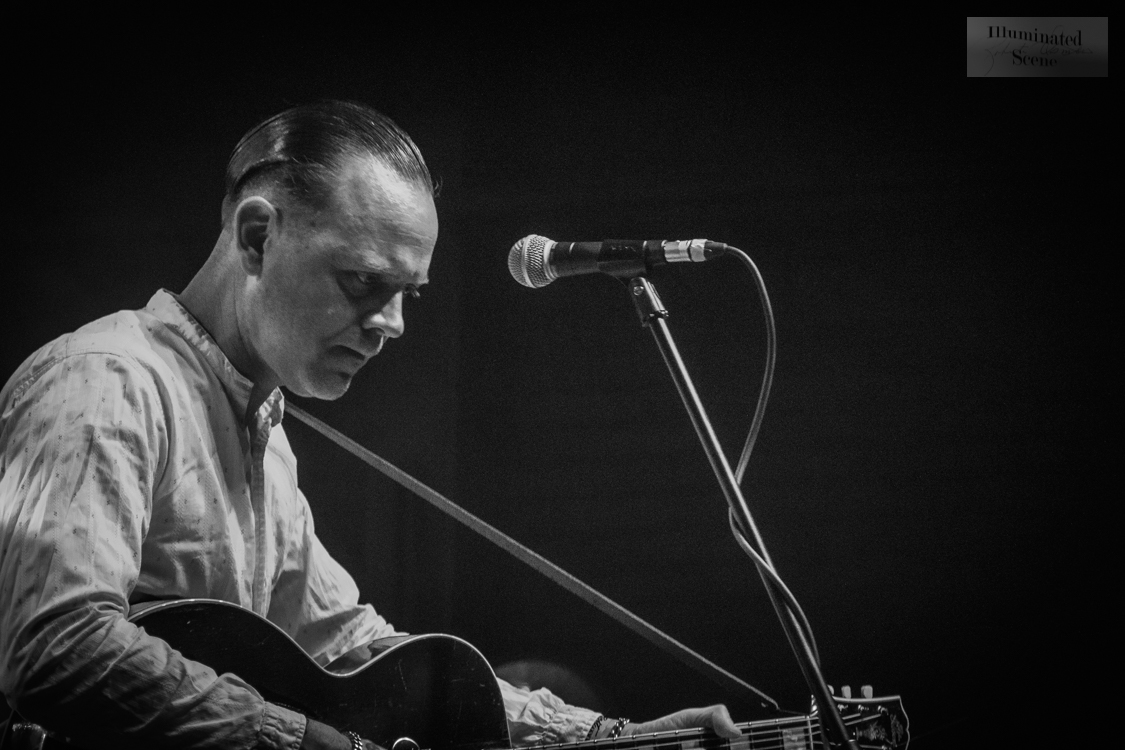
C. W. Stoneking (2019)

## Diskografie
- C.W. Stoneking (1998)
- C.W. Stoneking & The Blue Tits (live – 1999)
- Mississippi & Piedmont Blues 1927-1941 (2006)
- King Hokum (2006)
- Jungle Blues (2008)
- Hiram and Huddie – Vol. 1 & 2 (Kompilation – 2009)
- C. W. Stoneking’s King Hokum (2011)
- Gon’ Boogaloo (2014)